# Pniewy

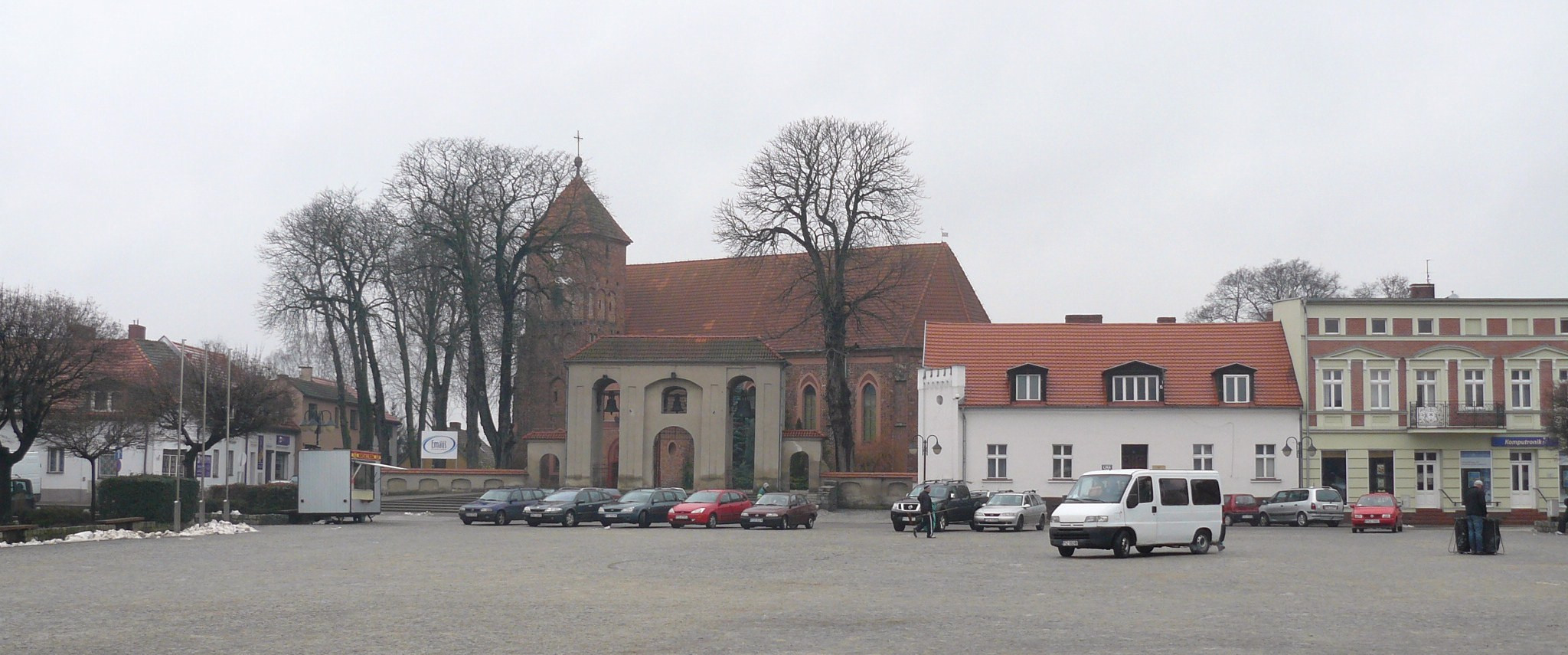
Rynek

Pniewy (pot. Pniewy Szamotulskie, niem. Pinne) – miasto w woj. wielkopolskim, w powiecie szamotulskim, położone nad Jeziorem Pniewskim. Siedziba gminy miejsko-wiejskiej Pniewy.
Pniewy uzyskały lokację miejską przed 1394 rokiem. Położone były w 1580 roku w powiecie poznańskim województwa poznańskiego. W latach 1975–1998 miasto administracyjnie należało do woj. poznańskiego.

## Położenie
Miasto i Gmina Pniewy leżą w zachodniej części województwa wielkopolskiego w powiecie szamotulskim nad Jeziorem Pniewskim. Położone jest ono na przecięciu ważnych dróg:
- 24 Droga krajowa nr 24: Rudnica – Pniewy
- 92 Droga krajowa nr 92: Rzepin – Pniewy – Poznań – Września – Konin – Kutno – Warszawa – Mińsk Mazowiecki – Ryczołek
- 187 Droga wojewódzka nr 187: Pniewy – Szamotuły – Oborniki – Murowana Goślina

Drogi lokalne do Brodów, Chrzypska Wielkiego.
Komunikację zapewniają autobusy PKS-u. Stacja kolejowa Pniewy jest obecnie zamknięta, a linia kolejowa nieczynna.

## Nazwa
Miejscowość notowana jest od średniowiecza: 1256 Pnew i Pnyew, 1287 Pnev, 1327 Pnewo, 1387 Pnewa, 1389 Pnewi, 1391 Pnewy, 1394 Pnewf, 1397 Pnevy, 1402 Pnowy, 1402 Pneua, 1402 Penewi, 1419 Pnyewy, 1420 Pnewya, 1425 Pnyewa, 1429 Pnyewi, 1434 Pniewo, 1443 Pnyewya, 1444-45 Panyewo, 1451 Pnyewo, 1484 Pnyevi, 1519 Pniewi. W 1512 zanotowana w języku niem. Pinna oraz Pynna .

## Historia
Na terenie miejscowości w średniowieczu istniało grodzisko stożkowate, którego relikty usytuowane są w miejscowym parku leżącym obok późnobarokowego pałacu Szołdrskich z XVIII wieku. Pierwszą pisaną wzmiankę o Pniewach datuje się na rok 1256. Właścicielami, a zarazem zapewne założycielami Pniew byli Pniewscy herbu Nałęcz. Prawdopodobnie dzięki ich staraniom nadano pod koniec XIII w. miastu prawa miejskie. W czasie wojny trzynastoletniej Pniewy wystawiły w 1458 roku 6 pieszych na odsiecz oblężonej polskiej załogi Zamku w Malborku.
W drugiej połowie XVI wieku zanotowano w mieście 40 rzemieślników, m.in. po 6 sukienników i szewców. Pniewy przechodziły z rąk do rąk, stając się własnością najpierw Potulickich (XVI w.), następnie Ostrorogów (XVII w.), aż w XVIII w. miasto przejęły rodziny Rydzyńskich, Szołdrskich i Mielżyńskich. Ostatni właściciele miasta pochodzili już z Niemiec. Była to rodzina Massenbach, która przejęła dobra pniewskie w 1834. W XVI w. Pniewy były już dużym miastem. Posiadały rynek, ratusz, kościół, mury obronne oraz dwie bramy Lwówecką i Poznańską. Działają liczne cechy rzemiosł m.in. sukienniczy, garbarski. Istnieje szkoła, organizowane są targi i jarmarki. Od 1698 działa pniewskie Bractwo Strzeleckie.
Pod koniec XVIII wieku w mieście było 129 domów zamieszkałych przez 789 mieszkańców w tym 219 wyznawców judaizmu.

### Zabory Polski
W 1793 r. w wyniku II rozbioru Polski zostały zajęte przez Prusy i jak cała Wielkopolska znalazła się w zaborze pruskim. Miasto w większości miało zabudowę drewnianą, a ulice były brukowane. Liczyło wówczas 892 mieszkańców mieszkających w 120 domach. Ludność trudniła się głównie rolnictwem. Część zajmowała się rzemiosłem. W Pniewach pracowało wtedy 20 szewców, 5 krawców i 6 piekarzy.
W 1811 r. liczba domostw wzrosła do 136 a liczba mieszkańców do 822. W pierwszej połowie XIX wieku w mieście zaczęła działać poczta dyliżansowa. W 1830 właśnie w Pniewach wybudowana została tzw. „poczthalternia”, gdzie na wybrukowanym placu konie jadły i były pojone. Niedługo potem nieopodal wybudowano hotel z pokojami noclegowymi dla podróżujących dyliżansem.
W 1837 r. miejscowość liczyła 150 domów oraz 1850 mieszkańców. Od 1847 r. związany z miastem był też Paul von Hindenburg, który tu w majątku swego ojca, spędzał lata młodości. W 1848 roku w okresie Wiosny Ludów mieszkańcy brali udział w powstaniu wielkopolskim.
Od 1875 r. w mieście działało kółko rolnicze. Jedno z pierwszych w Wielkopolsce, pod patronatem Maksymiliana Jackowskiego. Wkrótce otwarty został również Bank Ludowy. Przełomowym rokiem okazał się 1888, kiedy Pniewy otrzymały połączenie kolejowe z Międzychodem i Poznaniem. W 1893 r. w mieście powstała Ochotnicza Straż Pożarna, a w 1895 spółdzielnia „Rolnik”. Od 1891 praktyczne do dzisiaj działa Polskie Koło Śpiewacze (dziś pod nazwą Koło Śpiewackie „Lira”).
W 1905 r. wśród 2680 mieszkańców miasta było 57% katolików (w większości Polaków), 34% ewangelików (w większości Niemców) i 8% żydów.

### Okres II RP

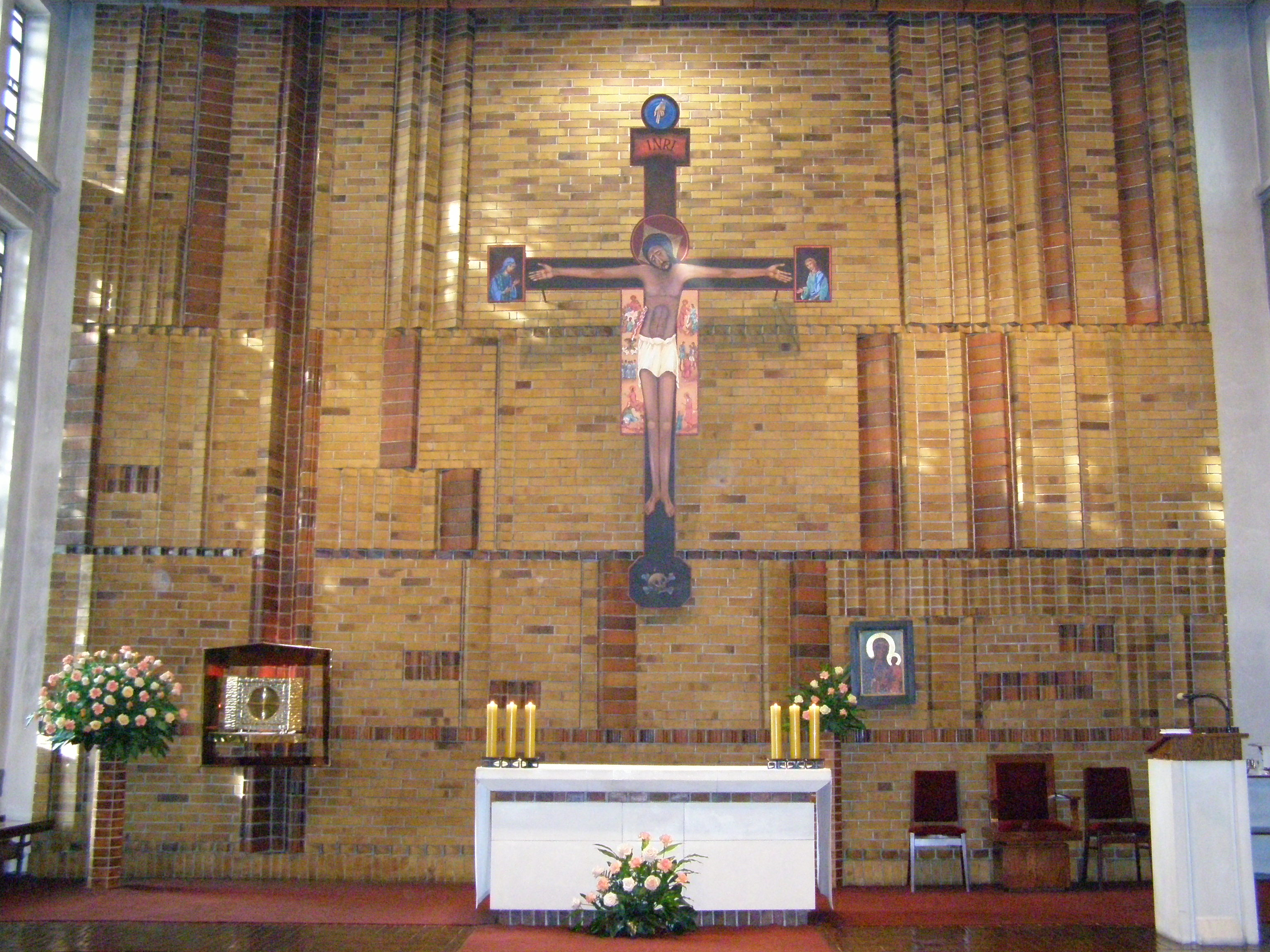
Prezbiterium sanktuarium Urszuli Ledóchowskiej w Pniewach

20 grudnia 1918 Pniewy zostały opanowane przez powstańców wielkopolskich przy czynnym udziale polskiej ludności miasta. W mieście powstała kompania ochotnicza, która brała udział w walkach z wojskiem niemieckim pod Zbąszyniem, Kamionną, Sierakowem i Kwilczem.
Powrót miasta do Polski usankcjonował traktat wersalski z 28 czerwca 1919. W 1920 r. w Pniewach (a konkretnie w Lubocześnicy, która została częściowo włączona do miasta) Matka Urszula Ledóchowska zakupiła posiadłość, aby utworzyć działającą do dzisiaj Szkołę Gospodarczą dla dziewcząt wraz z Domem Zgromadzenia Sióstr Urszulanek. W 1927 r. w mieście miała miejsce prestiżowa wystawa – Wystawa Przemysłowo-Rolnicza, która w istotny wpływ promowała lokalne rzemiosło i aktywowała lokalnych wytwórców.

### II wojna światowa

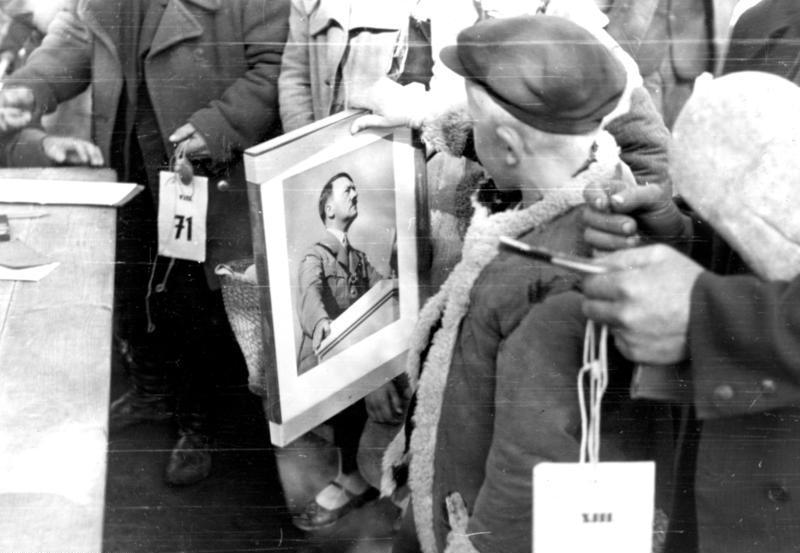
Przesiedleni ze wschodu volksdeutsche witani w Pniewach portretami z Hitlerem, 1940

W czasie II wojny światowej mieszkańcy doznali wielu cierpień ze strony okupanta. W ramach akcji Heim ins Reich podczas okupacji z miejscowości wysiedlono ponad 200 Polaków do Generalnego Gubernatorstwa i na ich miejsce zasiedlono niemieckich przesiedleńców ze wschodniej Europy. Polakom skonfiskowano ich mienie (obejmujące przedsiębiorstwa, warsztaty oraz sklepy), aresztowano i w końcu zesłano do obozów koncentracyjnych i obozów pracy przymusowej w III Rzeszy. Władze niemieckie wysiedliły także siostry zakonne ze Zgromadzenia Sióstr Urszulanek SJK w Pniewach, zajmując należące do nich nieruchomości.

### Okres powojenny
27 stycznia 1945 miasto Pniewy zostało zajęte przez oddziały radzieckie I Frontu Białoruskiego. U zbiegu ul 1 Maja i ul. Wolności postawiono pomnik ku pamięci poległych żołnierzy radzieckich.
Po wojnie nastąpiła rozbudowa miasta, które zachowało pozycję lokalnego ośrodka gospodarczego i usługowego. Wybudowany został elewator zbożowy. Odbudowana została oraz rozbudowana infrastruktura miejska: sieć kanalizacyjna oraz wodociągowa. Do połowy lat 60. w mieście powstało 120 domków jednorodzinnych.
W 1989 r., w 50. rocznicę śmierci zachowane od zniszczenia ciało błogosławionej Urszuli zostało przewiezione z Rzymu do Pniew i złożone w kaplicy domu macierzystego. Również w Pniewach pochowano ks. infułata Wawrzyńca (Lawrence’a) Wnuka.
W końcówce lat 90. oddano do użytku obwodnicę w ciągu dróg krajowych nr 24 i ówczesnej nr 2 oraz trasy europejskiej E30, wyprowadzając tranzyt poza miasto.

## Demografia

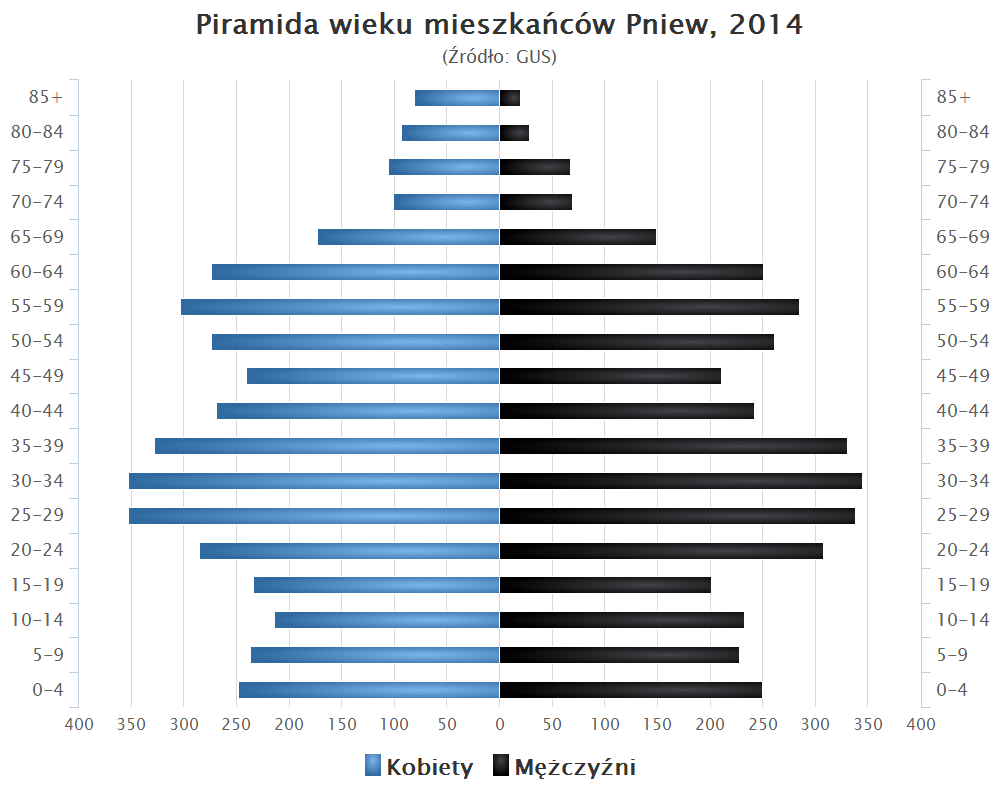
Piramida wieku mieszkańców Pniew w 2014 roku

## Zabytki

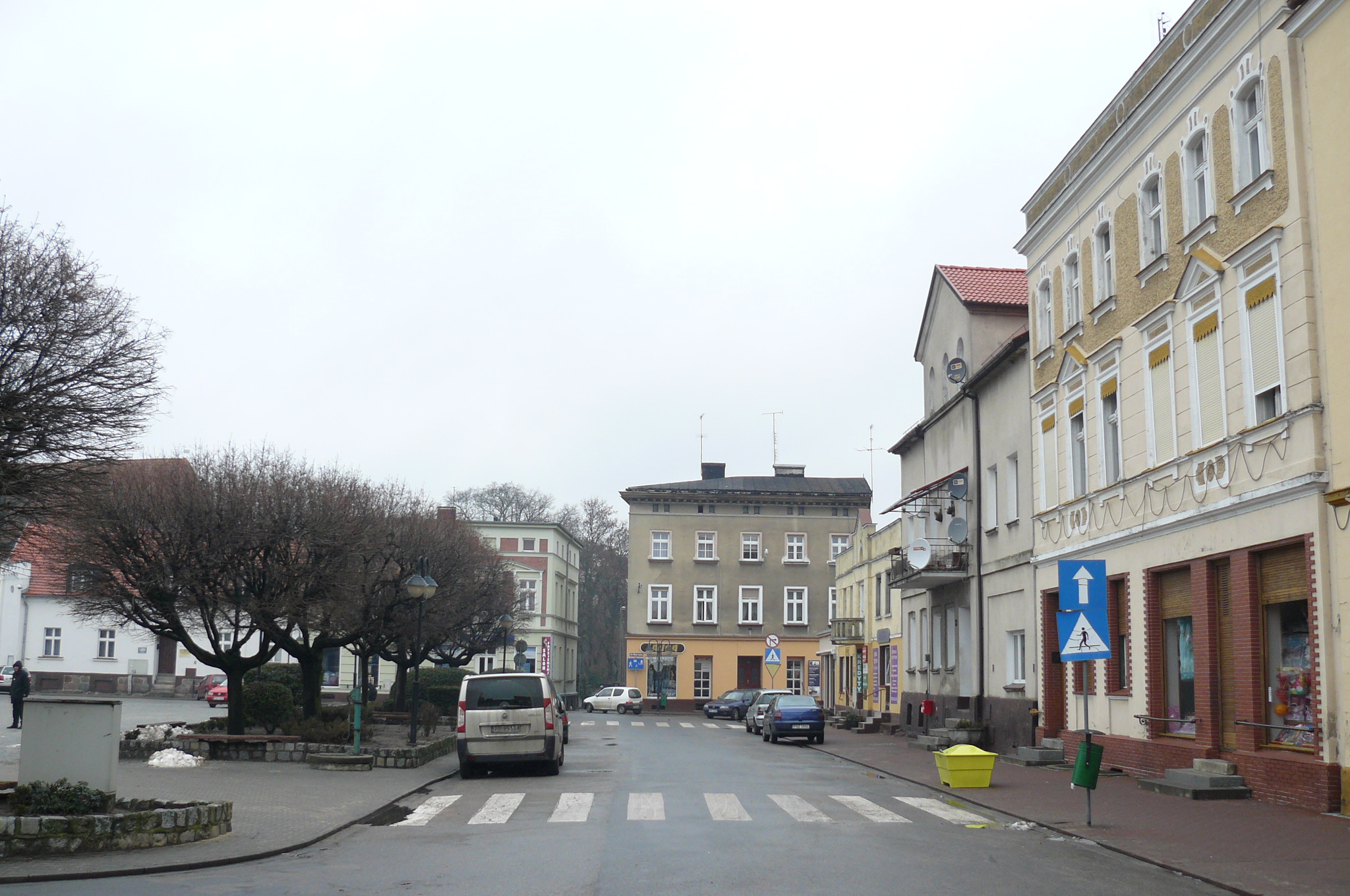
Kamienice przy rynku

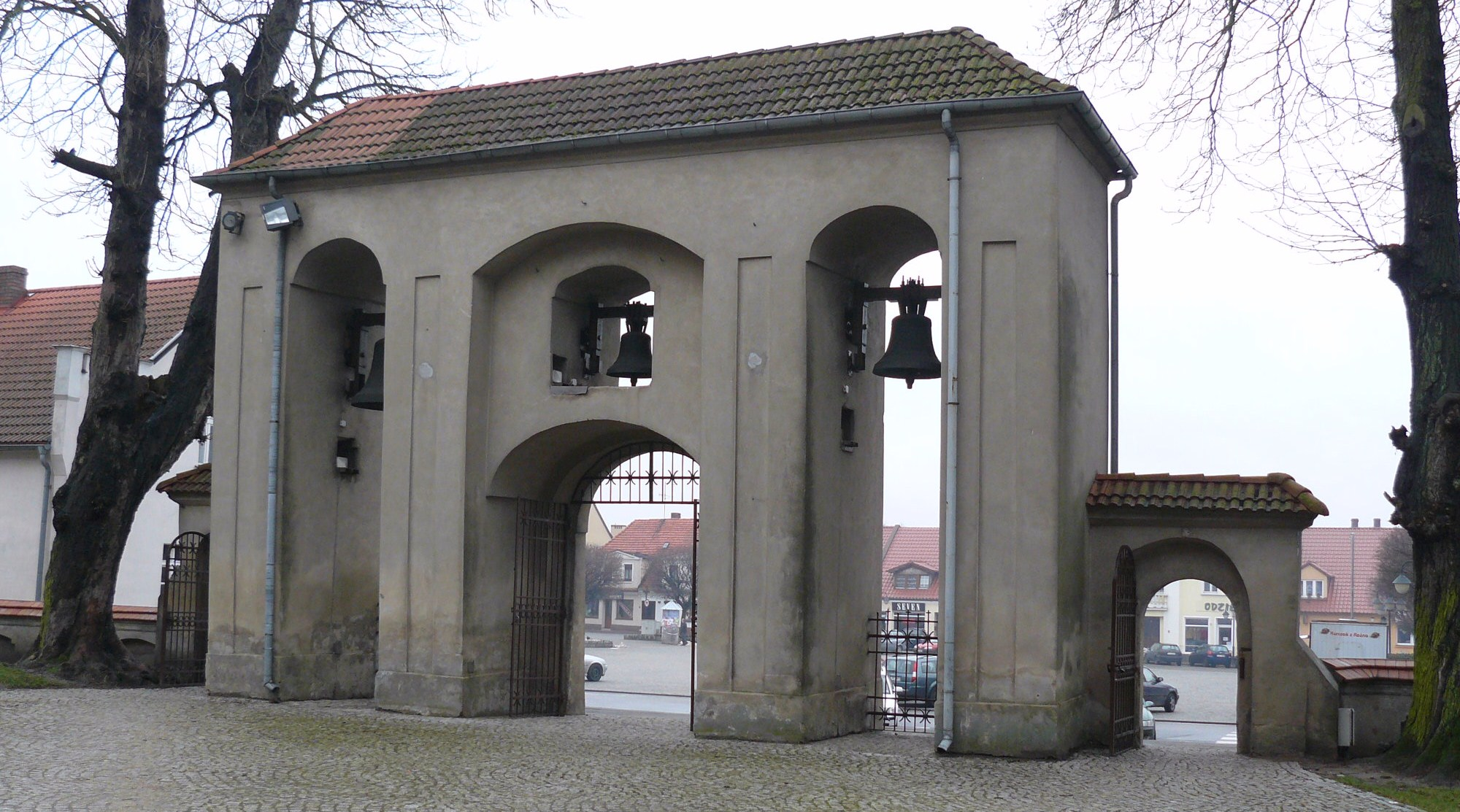
Brama z dzwonnicą przy kościele św. Wawrzyńca

W średniowieczu Pniewy były miastem drewnianym. Jego zabudowa nie wytrzymała upływu czasu, zwłaszcza pożarów, które często niszczyły całe miasto. Pniewy od pocz. XVI w. nie były nigdy główną rezydencją rodową właścicieli, dlatego nie ma tu budowli, które uświetniłyby miasto. Dopiero przejście Pniew w ręce Szołdrskich spowodowało, że w mieście powstały budowle, które nie zachowały pierwotnego kształtu np. pałac. Prawdopodobnie z czasów panowania tego rodu pochodzą fragmenty wystroju wnętrz kościołów św. Wawrzyńca oraz św. Ducha. Pozostałe obiekty o charakterze zabytkowym na terenie Pniew to m.in. poczta konna, kościół poewangelicki (obecnie katolicki kościół św. Jana Chrzciciela) i synagoga (mieściło się tutaj kino, obecnie budynek spełnia funkcję handlową) pochodzą z XIX w. Ochronie podlega również założenie urbanistyczne Pniew.
W rejestrze zabytków Narodowego Instytutu Dziedzictwa znajdują się:
- Kościół św. Wawrzyńca, fundacja istniejąca już przed 1405. Świątynia uległa zniszczeniu podczas wielkich pożarów Pniew w latach 1635 i 1772. Po ostatnim wzniesiono na miejscu dawnej drewnianej nową, murowaną. Najstarszą częścią tego obiektu jest kruchta dobudowana do pierwotnej świątyni późnogotyckiej – wybudowana na przeł. XVI i XVII wieku. Z dawnego wystroju kościoła pozostała jedynie późno gotycka chrzcielnica (koniec XV w.) znajdująca się w kruchcie. W wyposażeniu kościoła przeważają zabytki pochodzące z okresu rokoka. Prawdopodobnie po drugiej przebudowie, czyli w 1772 w ołtarzu umieszczono wielki obraz przedstawiający męczeństwo św. Wawrzyńca. W prezbiterium znajduje się drugi ołtarz ze zdobiącymi go aniołami i rzeźbą św. Jana Nepomucena[potrzebny przypis]. W zespole kościelnym ochronie jako zabytki podlegają: brama z dzwonnicą z końca XVIII wieku, cmentarz, mur z końca XVIII wieku, plebania wybudowana w latach 1906–1908 i ogród przy plebanii[20]
- Kościół św. Ducha był początkowo budowlą drewnianą. Dopiero w 1783 na jego miejscu powstał murowany, wzniósł go Wawrzyniec Kosiński. We Wnętrzu zachował się ołtarz główny z obrazem przedstawiającym Zesłanie Ducha Świętego (połowa XVII w.) oraz drugim ponad nim z wyobrażeniem Chrystusa z Emaus (ok. 1785 r.). Znajdują się tam też postacie świętych apostołów Piotra i Pawła (XVII w.). Z II. poł. XVIII w. pochodzi ambona rokokowa z klasycystycznymi elementami. Wśród wyposażenia kościoła można znaleźć monstrancję wieżyczkową z przeł. XV i XVI w. pochodząca z kościoła w Potulicach[19].
- Kościół św. Jana Chrzciciela, neoromański, z poł. XIX w., na planie krzyża; do 1945 ewangelicki, później zamieniony na magazyny, od 1990 katolicki[17].
- ogród klasztorny urszulanek z XX wieku[20]
- pałac w Pniewach z 1745[20] znajdujący się przy ul. Św. Ducha 11. Obecnie znajduje się w nim Liceum Ogólnokształcące im Emilii Sczanieckiej w Pniewach[21]
- dom przy ul. Mickiewicza 1 z I poł. XIX wieku[20]
- dawny zajazd przy ul. Międzychodzkiej 1 z I poł. XIX wieku[20]. Kiedy koniecznością stała się obsługa trasy Warszawa – Poznań – Berlin, w Pniewach wybudowano murowany budynek pocztowy z mansardowym dachem. W późniejszym okresie w jego sąsiedztwie postawiono nowy, kilkupiętrowy budynek poczty (poczthalterii). Była ona znana nie tylko z efektownego wystroju, ale także doskonałej kawy[22][23]
- zespół budynków Bractwa Kurkowego przy ul. Wronieckiej 14 z 1910–1914[20]
- młyn zbożowy przy ul. Międzychodzkiej 20 z 1906[20]

## Gospodarka
W latach 2009–2010 Honda wybudowała swoje centrum logistycznego w Pniewach pod nazwą Honda Logistics Center Central-Europe Sp. z o.o.

## Oświata
- Przedszkole Miś w Pniewach
- Przedszkole Sióstr Urszulanek w Pniewach
- Szkoła Podstawowa im. Powstańców Wlkp. w Pniewach
- Zespół Szkół im. Emilii Sczanieckiej w Pniewach
- Liceum Ogólnokształcące Sióstr Urszulanek SJK w Pniewach

## Sport
- Akademia FC Pniewy
- Sokół Pniewy
- Red Dragons Pniewy
- Orły Pniewy[25]

## Wspólnoty wyznaniowe
- Kościół rzymskokatolicki:

- parafia św. Jana Chrzciciela
- parafia św. Wawrzyńca

- Świadkowie Jehowy:

- zbór Pniewy (Sala Królestwa ul. Łąkowa 20).